# Пожарището
Скално-култовият комплекс Пожарището са намира на обширен хълм с формата на полусфера, който се намира под връх Тънти бунар, на 500 m северно от местността Аврамов камък на северния дял на рида Мечковец до село Брястово, Община Минерални бани, Област Хасково. Хълмът е с почти плосък връх и е осеян с големи и малки скални групи, които са съсредоточени в югоизточните и северозападните му склонове.

## Описание и особености
Хълмът Пожарището е покрит с широколистна гора и храсти – дъб, габър, дрян и др. В миналото местността се използва активно като пасище особено през летните дни, когато температурите достигат много високи стойности.
Древен път тръгва от Аврамов камък към Пожарището и пресича цели хълм и влиза в махала Горно Брястово. Пътят е широк и в някои участъци е насипан с малки дребни камъни.
На южния склон на Пожарището се намират две от големите шарапани – едната е кръгла, а другата четвъртита. Шарапаните („Шарап таш“ – в превод от турски – „винарски камък“) са оформени в скалите вдлъбнатини и датирани най-общо от I хил. пр. Хр. Дълбочината им варира между 0.20 – 0.70 m, a диаметърът 0.50 – 1.80 m. Всяка шарапана се състои от два различни по големина басейни с издялана в скалата под наклон и открито или закрито каналче за изтичане. Счита се, че шарапаните са свързани с култа към бог Дионис (Сабазий). Освен на хълма Пожарището, шарапани са регистрирани в местностите Кара кая, Гарваница, и Аврамов камък. В района се срещат и няколко почти напълно унищожени от иманяри подобни съоръжения различни по форми и размери. Съществуват различни хипотези за тяхното предназначение, освен за направа на вино – съоръжения за рудодобив и жертвени ритуали.
Съвсем близо до дерето, което разделя Пожарището от Аврамов камък са разположени две големи скални групи, разстоянието между които е затворено със сух зид от необработени камъни, който на места е запазен до височина 0,50 – 0,60 m. По повърхността на зида се наблюдават множество керамични фрагменти, вероятно парчета от покривен материал. Не е ясно дали това е било някакво укрепено място, което е ползвано с военно-отбранителна цел или е служело за култови цели. На около 20 m западно от скалите в оформена площадка с размери 0,50 на 0,60 m оградена със сухи зидове, вероятно основите на по-малка сграда. Скалите наоколо са видимо вторично обработвани – повечето са осеяни с различни по форма и големина вкопавания.
Особено скалист и стръмен е северозападния склон на Пожарището, където повечето скали са претърпели някаква вторична обработка, а на терена се наблюдават множество керамични фрагменти. Една от най-интересните скални групи – наречена „олтарната скала“ е разположена до укрепеното място, а по повърхността ѝ са вкопани множество кръгли ямички грубо оформяни и като малки утроби.
По североизточния склон на хълма се наблюдават няколко пояса от необработени камъни, вероятно остатъци от сухи укрепителни зидове. През 1960-те години по време на изграждането на пътя към хижа Аида, много от тези каменни съоръжения са били разрушавани, а камъка е използван като строителен материал за новостроящия се път. По спомени на местните жители на Брястово, по-голямата част от пътя е била построена благодарение на материала от разрушени древни каменни съоръжения разположени на хълма Пожарището.
В някои сектори на хълма се наблюдават и надгробни камъни на мюсюлмански гробове, което свидетелства, че Пожарището е имало култово предназначение. В източните склонове на хълма е разположен и малък извор (кайначе), който е изграден от няколко плочести камъка и пълноводен дори през най-горещите дни на лятото.

## Археологическо проучване
През археологически сезон 2010 – 2011 г. научен екип под ръководството на доц.Красимир Лещаков провежда археологически разкопки в местността Шарапаните на Пожарището, където са разположени т.нар. „четвъртита и кръгла шарапани“. Местността се намира в подножието на върха на Аида е известна още от научните публикации на Д. Цончев. Екипът регистрира пространството около шарапаните осеяно с иманярски изкопи.
Двете шарапани са издълбани в материковата скала (от вулканични туфи), излизаща над повърхността на околния терен.
Коритата на кръглата шарапана са оформени в по-горната част на скалата и имат ориентация Североизток-югоизток. По-голямото корито има правилна кръгла форма с външен диаметър 2,10 m и равно дъно. Первазът е прекъснат от отвор, оформен като пресечен конус и насочен към малкото корито. То има форма на сфера с външен диаметър 1,00 m и голяма дълбочина от 0,80 m.
Четвъртитата шарапана отстои на около 7 m северно от кръглата шарапана и е оформена върху голям къс от основната скала, издаден над повърхността. Най-високата точка е разположена на 3 m от повърхността, където личи изсичане, оформящо трапец. Около най-високата част на скалния къс са документирани
отвори с диаметър от 0,12 до 0,28 m. Шарапаната е разположена е най-ниската част на скалата, ориентацията е по посока на денивелацията на склона, който е терасовидно оформен. Състои се от две корита с квадратна форма и заоблени ъгли, разположени едно над друго. Голямото корито има външни размери 2 х 2,20 m и е с равно изсечено дъно. В южния край первазът е прекъснат. Малкото корито има външни размери 1,20 х 1,20 m. Около двете корита има оформен улей с максимална ширина 0,30 m, който води към южния край на скалата.
На разкопки е подложена равната площадка между двете шарапани, продължаваща и на изток от тях. Тя е естествено оградена от скали: от север – скалата с кръглата шарапана, от юг – изкуствено оформена като ограден зид материкова скала. Тя е успоредна на северната и също има следи от изсичане.
Разкопаната площ е разделена от пътека с посока Север-Юг, разположен приблизително в средата на площадката. В така са оформените два сектора археолозите достигат дълбочина 0,50 m.
В северната част на секторите, около скалата са разчистени скални късове със средни размери и висока концентрация, които не оформят структура.
Намерените керамични фрагменти са в ниска до средна концентрация – по-силно изразена в източна половина. Повечето фрагменти са с обезличена повърхност. Откритият керамичен материал е силно фрагментиран и датира от ІІІ-ІV век пр. Хр., като при някои фрагменти се наблюдава запазен червен лак, а други са части от големи питоси. Керамичните фрагменти от глинени съдове работени на ръка нараства в дълбочина. Характерните фрагменти са сравнително малко и като цяло се датират в Желязната епоха. Категорични данни за керамични фрагменти датиращи от късната Бронзова епоха не са открити.